# Shota Fujio
Shota Fujio (jap. 藤尾 翔太; ur. 2 maja 2001 w Izumi w prefekturze Osaka) – japoński piłkarz grający na pozycji napastnika w japońskim klubie Machida Zelvia. Młodzieżowy reprezentant Japonii. Uczestnik Letnich Igrzysk Olimpijskich 2024 w Paryżu.

## Sukcesy

### Machida Zelvia
- Mistrzostwo J2 League: 2023(inne języki)

### Japonia U-23
- Mistrzostwo Azji U-23: 2024
- Trzecie miejsce Pucharu Azji U-23: 2022(inne języki)